# Індепенденца (Прахова)
Індепенденца (рум. Independența) — село у повіті Прахова в Румунії. Входить до складу комуни Гергіца.
Село розташоване на відстані 41 км на північ від Бухареста, 21 км на південний схід від Плоєшті, 106 км на південний схід від Брашова.

## Населення
За даними перепису населення 2002 року у селі проживали 254 особи, усі — румуни. Усі жителі села рідною мовою назвали румунську.